# Орлов, Дмитрий Львович
Дмитрий Львович Орлов (2 июля 1943 — 5 декабря 2014) — российский предприниматель, миллионер. Основатель, главный акционер и председатель совета директоров банка «Возрождение». Заслуженный экономист Российской Федерации.

## Биография
Родился 2 июля 1943 года в семье Льва Дмитриевича Орлова и гречанки Софии Константиновны Яхиопуло.
В 1968 году окончил кредитный факультет Московского финансового института. После учёбы, в 1970-х годах работал старшим кредитным инспектором в Красногорском отделении Госбанка СССР.
Затем в 1980 году стал управляющим Мытищинским отделением Госбанка. В 1986 году стал управляющим Московской областной конторой Госбанка. В 1987 году стал начальником Московского областного управления Агропромбанка СССР.
С 1991 года по июнь 2012 года возглавлял банк «Возрождение», занимая должность председателя правления Банка. С 1994 года входил в состав совета директоров банка.
В прямом и косвенном владении у Дмитрия Орлова было около 36 % акций банка «Возрождение».
Являлся членом совета Ассоциации российских банков, совета по банковской деятельности при правительстве РФ. Был руководителем группы по вопросам финансового обеспечения экономической реформы Московской области, членом Национального экономического совета. Также являлся председателем правления эндаумент-фонда Финансового университета при Правительстве Российской Федерации и председателем попечительского совета Финансового университета.
Скончался 5 декабря 2014 года. Похоронен в Москве на Троекуровском кладбище, участок 4.

## Семья
Был женат, имел нескольких детей:
- жена — Елена Вячеславовна Орлова (девичья фамилия Кузнецова);
  - сын — Николай Дмитриевич Орлов;[5]
  - дочь — Татьяна Дмитриевна Орлова.

## Награды
- Присвоено почётное звание «Заслуженный экономист Российской Федерации».
- Награждён губернатором Московской области медалью ордена и орденом Ивана Калиты, медалью «В память 850-летия Москвы», медалью «За укрепление боевого содружества», знаком отличия «За заслуги перед Московской областью», знаком Губернатора Московской области «Благодарю», знаком губернатора Московской области «За полезное», знаком отличия «За безупречную службу городу Москве».
- Указом Президента Республики Абхазия от 28 июня 2013 года Дмитрий Львович награждён орденом «Ахьдз-апша (Честь и слава)» III степени.